# Хоменко Іван Софронович
Іван Софро́нович Хоме́нко  (11 листопада 1892, Вінниця — 10 квітня 1981, острів Капрі, Італія) — український священник Української греко-католицької церкви, педагог, перекладач Біблії.

## Життєпис

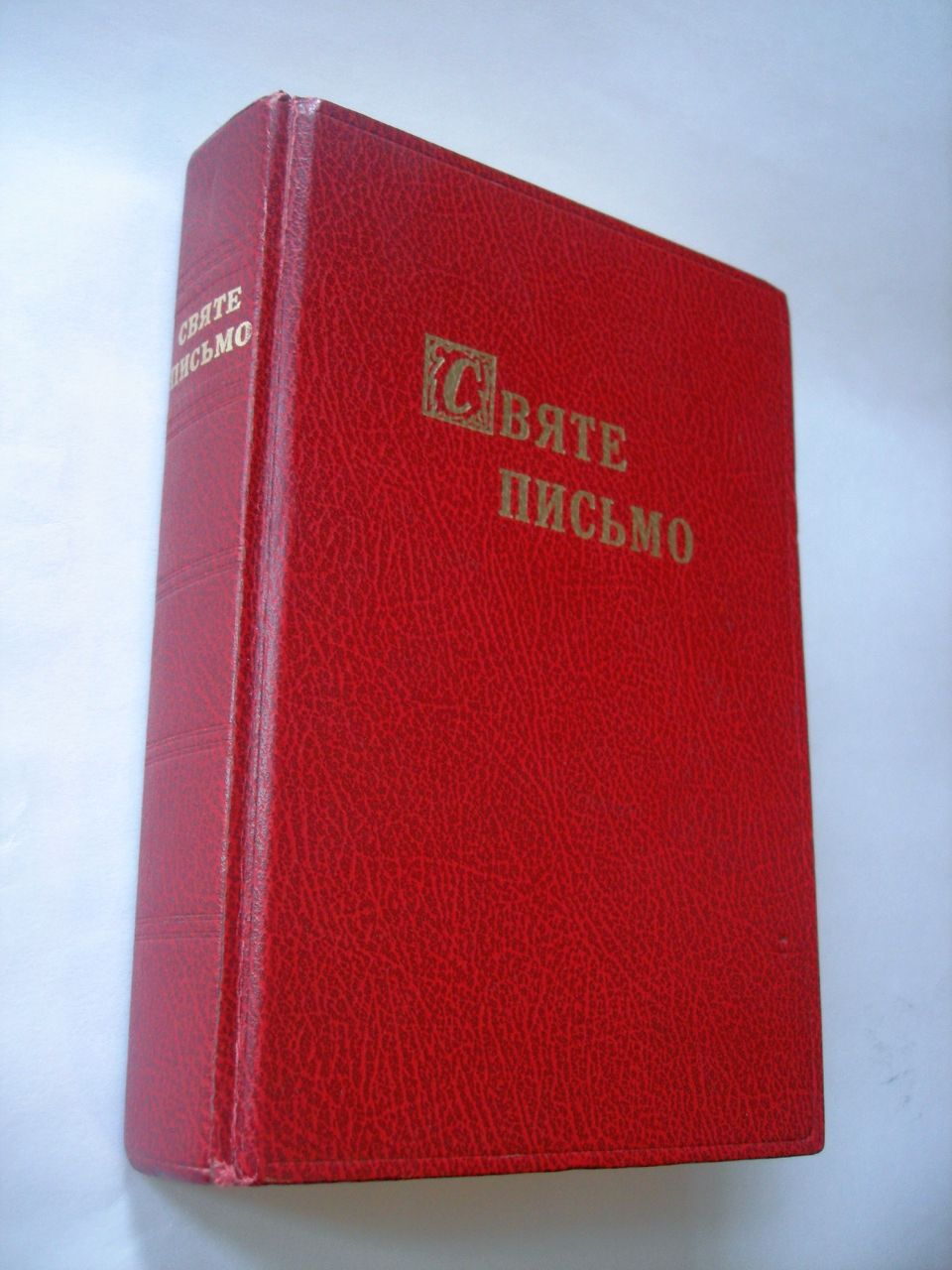
Біблія в перекладі Івана Хоменка

Народився 1892 року у Вінниці, на Старому місті, в сім'ї православного віросповідання (згідно записів метричної книги). Христив Івана священник Павло Вікул. Батько — Хоменко Софроній Арсеній — старовінницький міщанин, отрач, мати — Хоменко Марія Василівна, брат — Хоменко Петро Сафронович, народився 3 жовтня 1903 року, працював шкільним вчителем, арештований НКВС 23 квітня 1938 року за політичним звинуваченням та зв'язками з братом Іваном, страчений 25 травня 1938 року за рішенням трійки НКВС, реабілітований 31 травня 1989 року відповідно до статті 1 Указу Президії Верховної Ради СРСР від 16 січня 1989 року «Щодо додаткових заходів з поновлення справедливості по відношенню до жертв репресій, що мали місце у 1930—1940 та початку 1950 років».
Іван Хоменко навчався у Київському університеті на історичному факультеті. В 1918–1920 рр. працював у міністерстві закордонних справ Української Народної Республіки, головним чином у складі посольства у Відні. Одночасно слухав лекції у Віденському університеті, пізніше викладав у гімназіях та в університетах Відня і Риму.
За кордоном він познайомився з митрополитом Андреєм Шептицьким, під впливом якого почав вивчати теологію, переїхав до Львова і здобув у 1925 р. ступінь доктора філософії. Брав участь у створенні Львівської греко-католицької академії (1928 р.), Богословського наукового товариства (1929 р.), а в 1939 р. — Українського католицького інституту імені митрополита Рутського (нині Український католицький університет). У 1940 р., після приходу радянської влади на Галичину, Іван Софронович прийняв чернечий постриг — став членом чернечого греко-католицького чину святого Василя Великого (василіан). Того ж року Іван Хоменко взяв на себе надзвичайно складну й копітку працю — почав роботу над перекладом Біблії, яка тривала все його життя.
У 1944 р. Хоменко емігрував з Галичини до Італії, де жив і помер 1981 року на о. Капрі. Похований в крипті цвинтарної церкви острівного міста Анакапрі, на мармуровій плиті праворуч від входу такий напис: «CHOMENKO d. IVAN 1892–1981».

## Вшанування
29 квітня 2016 р. Вінницька міська рада своїм рішенням № 246 перейменувала провулки 1-й, 2-й, 3-й Стаханівські на вулицю, 1-й і 2-провулки Івана Хоменка відповідно.

## Праці
- Біблія в перекладі Івана Хоменка